# Bambusówka górska
Bambusówka górska (Bambusicola fytchii) – gatunek średniej wielkości ptaka z rodziny kurowatych (Phasianidae), występujący w Bangladeszu, Chinach, Indiach, Laosie, Mjanmie, Tajlandii i Wietnamie.

## Systematyka
Wyróżniono dwa podgatunki B. fytchii:
- B. fytchii fytchii – Junnan i zachodni Syczuan do Mjanmy i północnego Wietnamu.
- B. fytchii hopkinsoni – północno-wschodnie Indie, Bangladesz, zachodnia Mjanma.

## Wygląd zewnętrzny
Nieznaczny dymorfizm płciowy. Samiec ma ostrogi, a samica nie ma.

Wzrost: 35 cm

Masa: 255–400 g

## Pożywienie
Bambusówki górskie żywią się głównie bambusem, ale ich dieta obejmuje również szeroki wybór nasion, jagody, pędy i bezkręgowce.

## Okres lęgowy
Termin składania jaj, w okresie od marca do września.
Rozród: Gatunek monogamiczny. Samiec może pozostawać z samicą w czasie wysiadywania jaj i prowadzenia piskląt.
Gniazdo: na ziemi, w płytkim zagłębieniu, zwykle pod osłoną skały lub kępy trawy.
Okres lęgowy: zależy od regionu. Zwykle od kwietnia do lipca, czasem może wyprowadzać drugi lęg.
Jaja: znosi 4–7 jaj
Wysiadywanie: 18 do 19 dni
Pisklęta: Oboje rodziców zajmuje się wychowaniem piskląt.

## Status
Międzynarodowa Unia Ochrony Przyrody (IUCN) uznaje bambusówkę górską za gatunek najmniejszej troski (LC – Least Concern) nieprzerwanie od 1988 roku; trend liczebności populacji uznaje się za spadkowy.